# وارين جاكموت
وارين جاكموت (بالفرنسية: Warren Jacmot)‏ (19 مارس 1987 في ليون) لاعب كرة قدم فرنسي يلعب حاليا لصالح نادي الدرجة الثانية أميين الفرنسي في خط الدفاع .